# Stary cmentarz w Świętochłowicach
Stary cmentarz znajduje się w Świętochłowicach-Centrum przy ulicy Cmentarnej. Jest to cmentarz parafii świętych Piotra i Pawła.
Powstał w 1896 roku, a jego poświęcenia dokonał 16 września 1894 roku ksiądz Paweł Łukaszczyk. Na cel utworzenia cmentarza Guido Henckel von Donnersmarck ofiarował 1,53 ha gruntu, a dalsze 2,32 w roku 1904 dokupiła gmina.

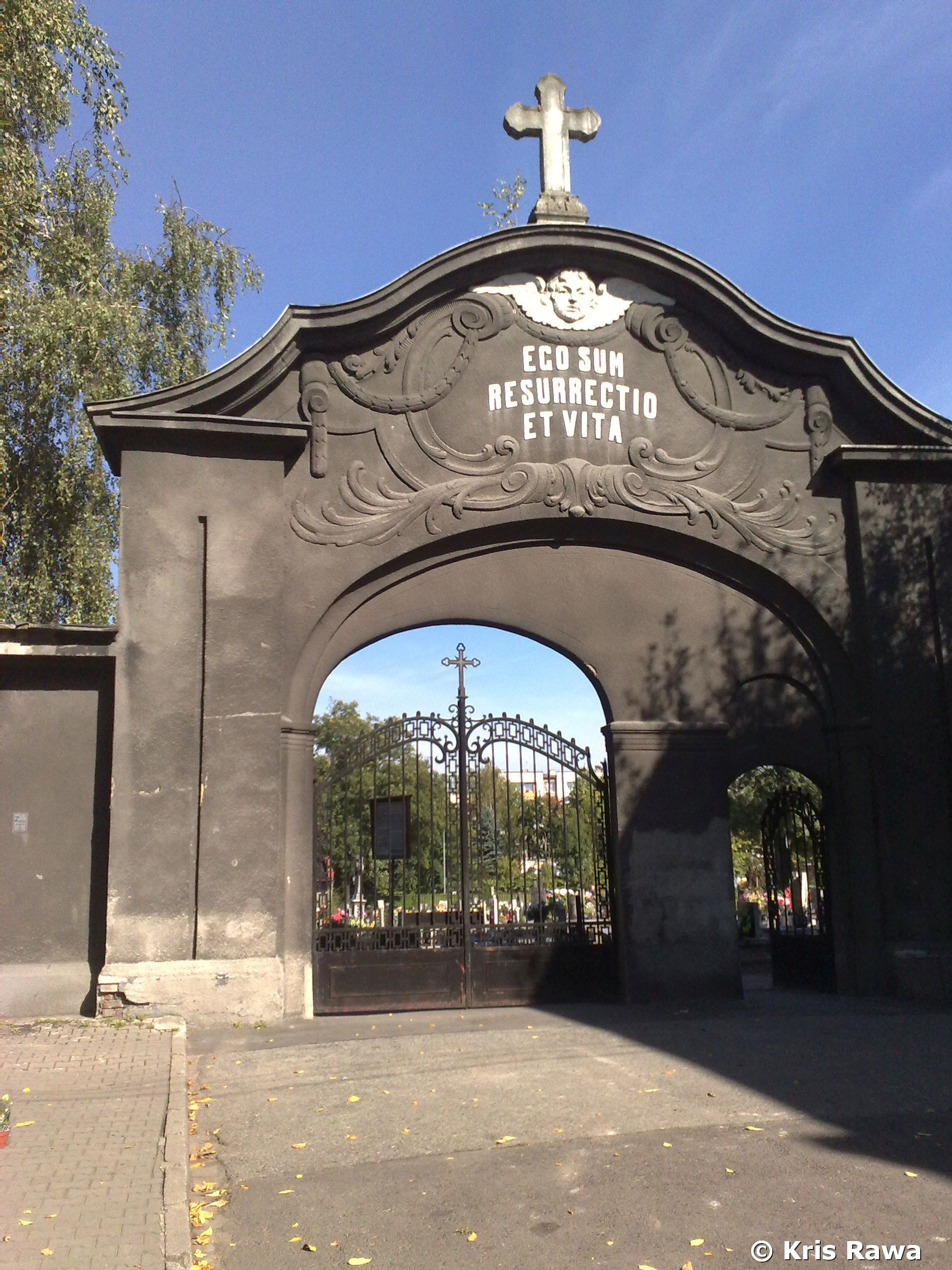
Brama cmentarna w Świętochłowicach

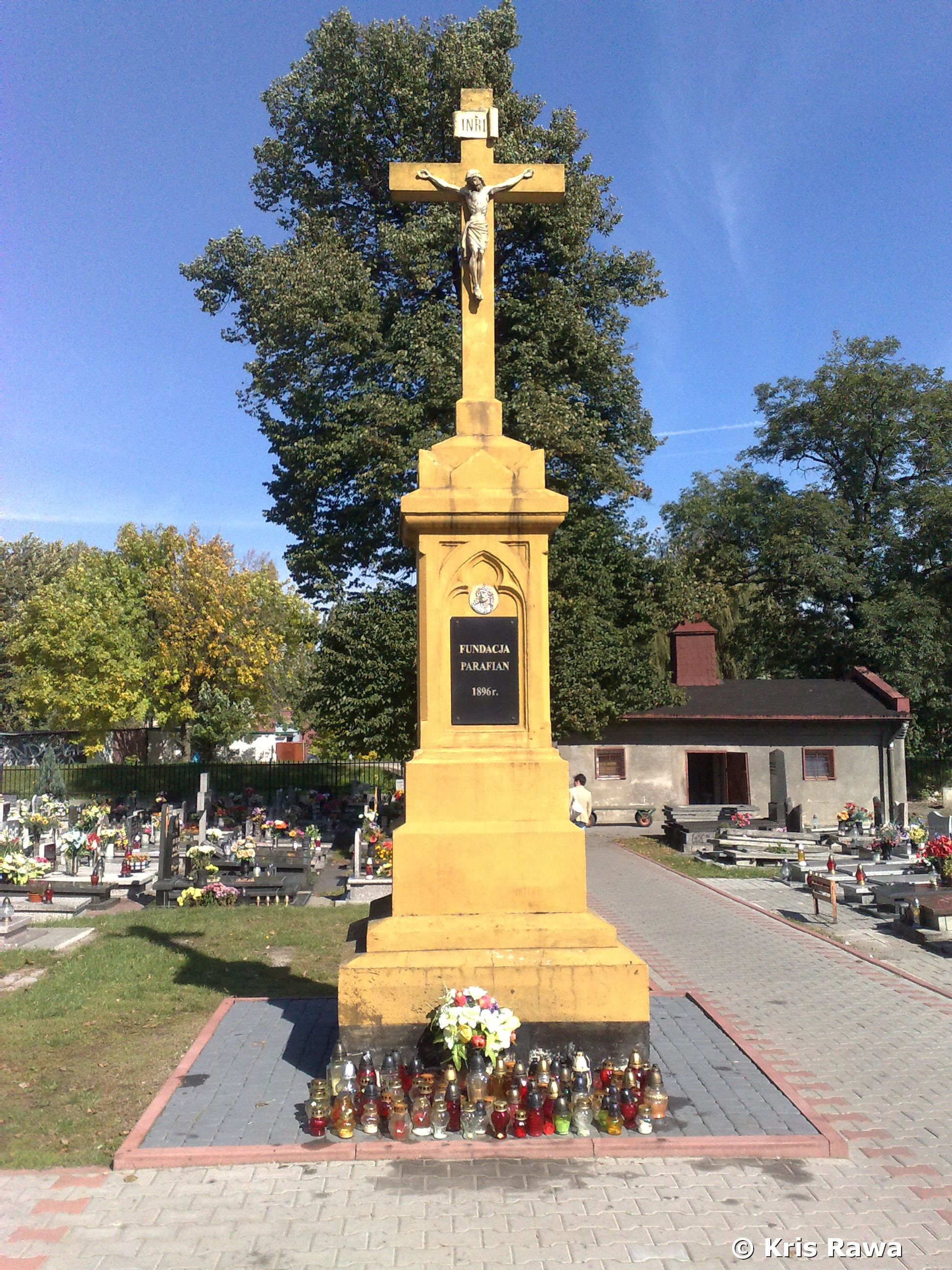
Krzyż ufundowany przez Fundację Parafian w 1896 r.

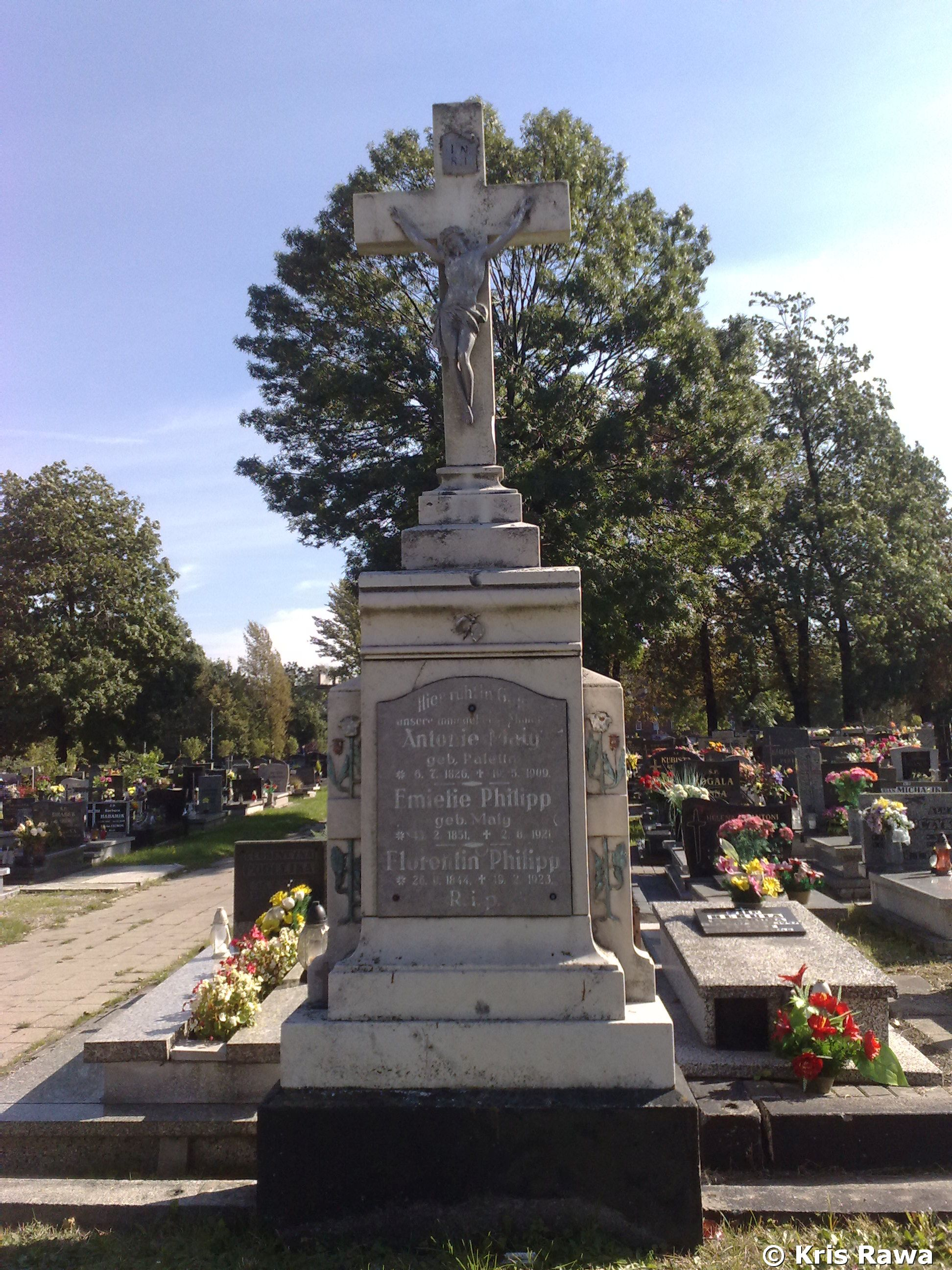
Stary cmentarz w Świętochłowicach

Brama cmentarna i furtka boczna zostały wykonane z kutego żelaza i osadzone w wysokim, neobarokowym, murowanym portalu. Na szczycie umieszczono płaskorzeźbę anioła oraz napis: „EGO SUM RESURRECTIO ET VITA”, co znaczy Jam jest zmartwychwstanie i życie. Całość zwieńczona jest kamiennym krzyżem o trójlistnie zakończonych ramionach. Na środku cmentarza mieści się krzyż kamienny o wysokości ok. 6 m.

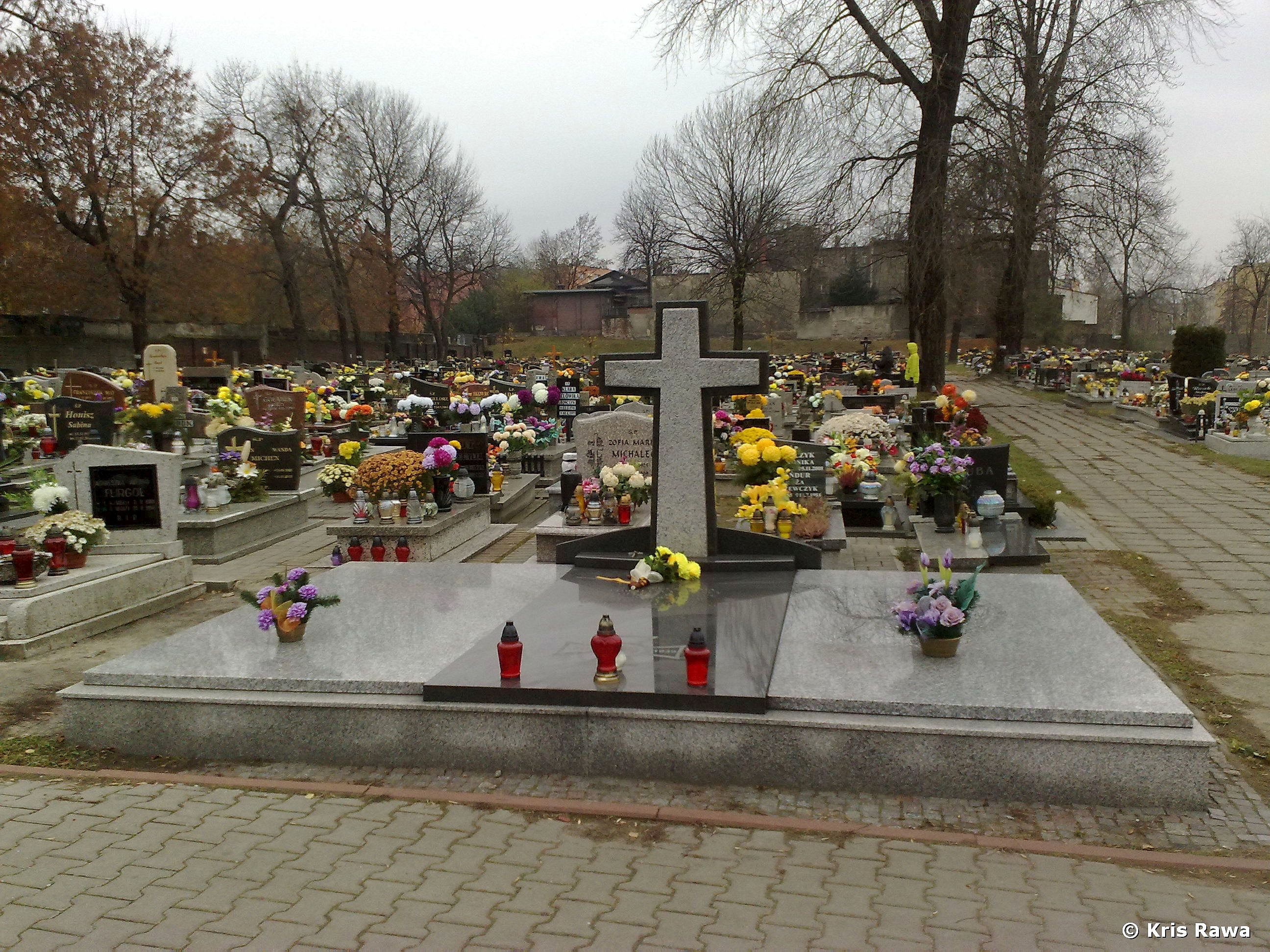
Mogiła ku czci poległych Powstańców Śląskich na Starym Cmentarzu w Świętochłowicach

Na cmentarzu znajduje się mogiła ku czci poległych Powstańców Śląskich. Po raz pierwszy został ustawiony ok. 1924 roku, jednak w pierwszych dniach września 1939 r. został zburzony przez okupanta. Został wzniesiony ponownie w 1947 roku, w takiej samej bryle jak poprzedni. Wśród nagrobków są także mające wartość historyczną, niektóre z przełomu XIX i XX wieku, jak np. rodziny Schwierk (Świerk). Tuż przy głównym wejściu, spoczywa król Cyganów Lolek Kwiek. W centralnej alei są też m.in. groby rektora Theophil’a Bronnego (autora kroniki Świętochłowic) i odnowiony rodziny Mally’ch, pierwszych właścicieli kamienicy z restauracją przy ul. Bytomskiej. Tu leżą też: ceniony lekarz Mikołaj Furtak, właściciel przedwojennej restauracji Stefan Piegza, a także Jerzy Krupa, długoletni grabarz, a jednocześnie gospodarz na tym cmentarzu. Wchodząc w głąb tej nekropolii znajdujemy groby wielu innych zasłużonych świętochłowiczan.